# Blatovský potok
Blatovský potok je přítok Běchovického potoka na 1,9 km zprava. Pramení v Klánovicích, odkud teče západním směrem Klánovickým lesem přes Blatov v Újezdě nad Lesy k Běchovicím. Délka jeho toku je 2,64 km.

## Průběh toku
Potok pramení v západní části Klánovic. Teče západním směrem přírodní památkou Prameniště Blatovského potoka, kde se do něj vlévají zprava a zleva dva bezejmenné potoky o délce 1,3 a 1,5 km. Protéká zalesněnou plochou zaniklého Slavětického rybníka a zbytky jeho bývalé hráze, poté teče pod ulicí Pilská a za ní napájí tůně pod Blatovem. Dál teče pod železniční tratí, poté pod ulicí Bečvářská, z jižní strany obteče ČOV a za ní se jako pravostranný přítok vlévá do Běchovického potoka.